# 유기 (하간강왕)
하간강왕 유기(河間剛王 劉基, ? ~ 기원전 114년), 혹 유감(劉堪)은 중국 전한의 황족 · 제후왕으로, 하간공왕 유불해의 아들이다.
아버지가 하간공왕 4년(기원전 126년)에 죽자 하간왕 자리를 계승했고, 하간강왕 12년(기원전 114년)에 죽어 아들 하간경왕이 뒤를 이었다.